# Okręg wyborczy Fowler
Okręg wyborczy Fowler (ang. Division of Fowler) – jednomandatowy okręg wyborczy do Izby Reprezentantów Australii, położony w południowo-zachodniej części Sydney. Powstał w 1984, jego patronką jest Lilian Fowler, pierwsza w historii Australii kobieta wybrana na urząd burmistrza. Okręg przez całą swoją historię pozostaje bastionem Australijskiej Partii Pracy, która ani razu nie przegrała w nim wyborów. 

## Lista posłów
| okres urzędowania | poseł       | przynależność             |
| ----------------- | ----------- | ------------------------- |
| 1984-1998         | Ted Grace   | Australijska Partia Pracy |
| 1998-2010         | Julia Irwin | Australijska Partia Pracy |
| od 2010           | Chris Hayes | Australijska Partia Pracy |

źródło: 

## Dawne granice

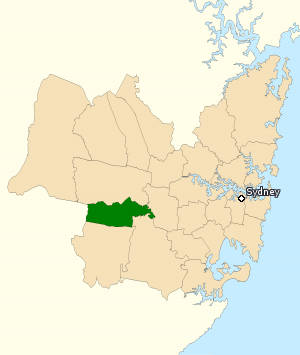
Okręg w granicach z 2010